# Sea-Eye (Schiff)
Die Sea-Eye ist ein ehemaliger Fischkutter. Das Schiff wurde im Jahr 2014 vom gleichnamigen Sea-Eye e.V. gekauft und war von 2015 bis 2018 im südlichen Mittelmeer als Seenotrettungsschiff im Einsatz, in erster Linie zwischen Malta und Libyen. Das Schiff fuhr unter der Flagge der Niederlande. Schwesterschiff ist die bis 2019 ebenfalls vom Sea-Eye e.V. eingesetzte Seefuchs.

## Geschichte
Der 26,5-m-Kutter wurde Ende der 1960er Jahre auf der Elbewerft Boizenburg gebaut. Es lief als 21. Schiff seiner Baureihe gesamt, als erstes der in Boizenburg gefertigten Schiffe dieser Reihe vom Stapel und wurde am 4. Mai 1959 als SAS 320 Sternhai vom Eigner und Betreiber, dem VEB Fischfang Saßnitz, in Dienst gestellt. Vom gleichen Schiffstyp wurden zunächst auf der Volkswerft Stralsund 20 und später auf der Elbewerft Boizenburg weitere 30 Stück gebaut. Der Kutter hat eine Länge von 26,65 Meter, weswegen er umgangssprachlich „Sechsundzwanziger“ genannt wurde. Fischereigebiet der Schiffe war in erster Linie die Nordsee und die Ostsee. Im Jahr 1991 wurde die Sternhai privat gekauft und blieb bis 2014 in der Fischerei im Einsatz.
Im Zuge der humanitären Notlage und angesichts zahlreicher Ertrinkender im Zusammenhang mit Flucht und Migration über das Mittelmeer in die EU kaufte 2014 die Nichtregierungsorganisation Sea-Eye e.V. als erstes ihrer Schiffe das von ihr in Sea-Eye umbenannte ehemalige Fischereischiff und reparierte es. Seit 2015 wurde es nach einigen Umbauten für Rettungsaktionen im Mittelmeer eingesetzt.
Das Schiff fiel im Herbst 2018 durch Maschinenschaden aus und lag in Málaga fest.